# Mladen Mladenov
Mladen Mladenov, född den 10 mars 1957 i Sofia, Bulgarien, är en bulgarisk brottare som tog OS-brons i flugviktsbrottning i den grekisk-romerska klassen 1980 i Moskva.